# The Big C
The Big C is een Amerikaanse dramaserie die uitgezonden wordt op de Amerikaanse zender Showtime. Het eerste seizoen startte op 16 augustus 2010, het tweede seizoen startte op 27 juni 2011 en het derde seizoen startte op 8 april 2012. Het vierde en laatste seizoen bestond uit vier afleveringen en werd in 2013 uitgezonden. De serie wordt in Nederland uitgezonden door Fox en door Fox Life. In Vlaanderen is de serie te zien op VIER.

## Verhaal
Cathy Jamison is een lerares die gediagnosticeerd wordt met een vergevorderde stadium van melanoom, een soort huidkanker. Ze besluit om het nieuws aan niemand te vertellen, ook niet aan haar man en zoon.

## Rolverdeling
- Laura Linney - Catherine "Cathy" Jamison
- Oliver Platt - Paul Jamison
- John Benjamin Hickey - Sean Tolkey
- Gabriel Basso - Adam Jamison
- Gabourey Sidibe - Andrea Jackson
- Phyllis Somerville - Marlene
- Reid Scott - Dr Todd Miller
- Cynthia Nixon - Rebecca
- Nadia Dajani - Tina
- Idris Elba - Lenny
- Hugh Dancy - Lee

## Prijzen en nominaties
| jaar | prijs           | categorie                                       | genomineerde(n)              | uitslag     |
| ---- | --------------- | ----------------------------------------------- | ---------------------------- | ----------- |
| 2010 | Satellite Award | Beste komische of muzikale serie                | serie                        | Gewonnen    |
| 2010 | Satellite Award | Beste actrice in een komische of muzikale serie | Laura Linney                 | Gewonnen    |
| 2011 | Golden Globe    | Beste komedie- of musicalserie                  | serie                        | Genomineerd |
| 2011 | Golden Globe    | Beste actrice in een komische serie of musical  | Laura Linney                 | Gewonnen    |
| 2011 | Emmy Award      | Vrouwelijke hoofdrol in een komische serie      | Laura Linney                 | Genomineerd |
| 2011 | Emmy Award      | Mannelijke gastrol in een komische serie        | Idris Elba                   | Genomineerd |
| 2011 | Emmy Award      | Casting van een komische serie                  | Julie Tucker & Ross Meyerson | Genomineerd |